# Cimitero acattolico di Vicenza
Il cimitero acattolico di Vicenza è un cimitero dismesso della città di Vicenza. Costruito tra il 1830 e il 1833 era destinato a ospitare le salme degli ebrei, dei non cattolici, dei bambini morti senza battesimo e dei militari che servivano l'impero austro-ungarico.

## Storia

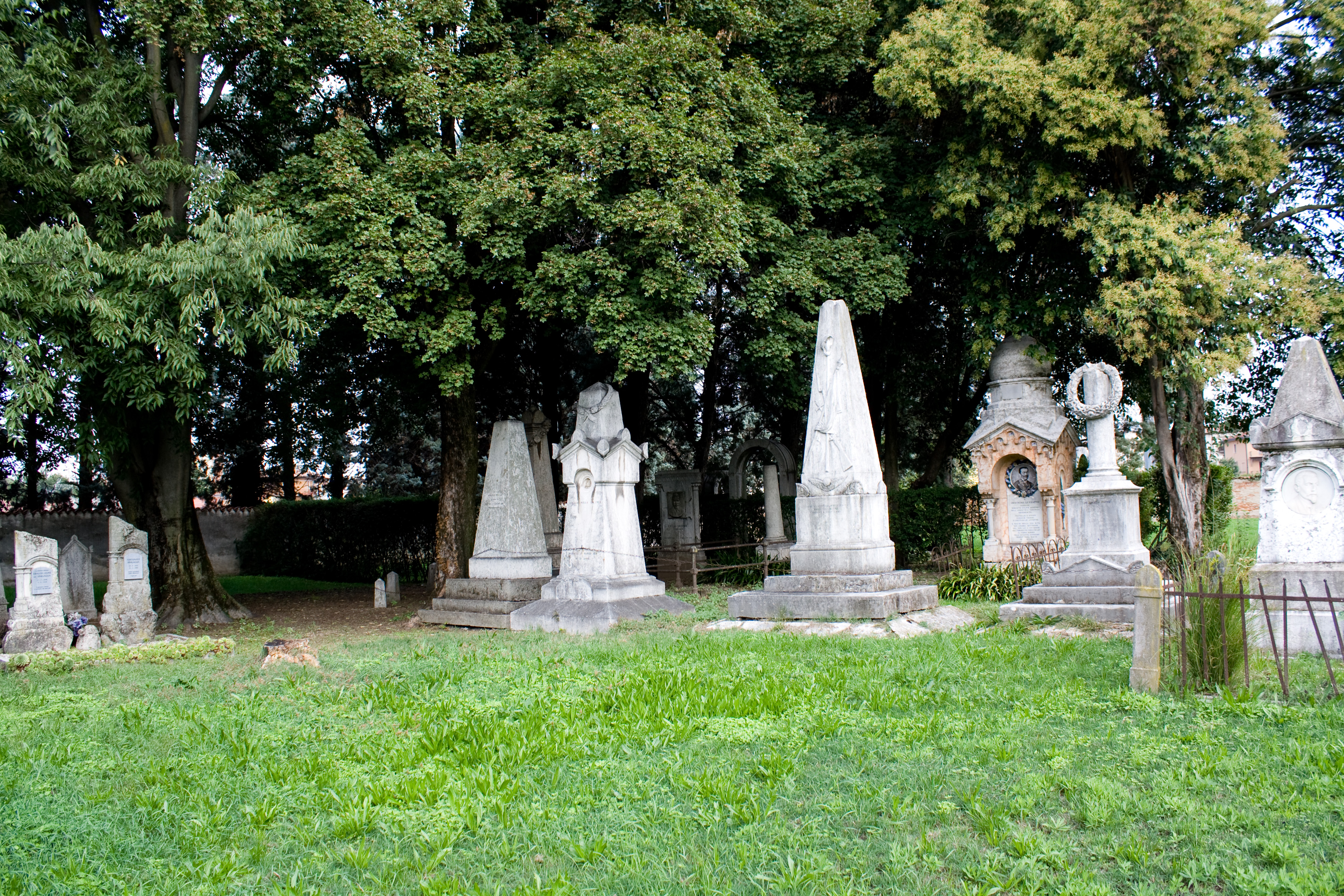
Cimitero acattolico. L'interno

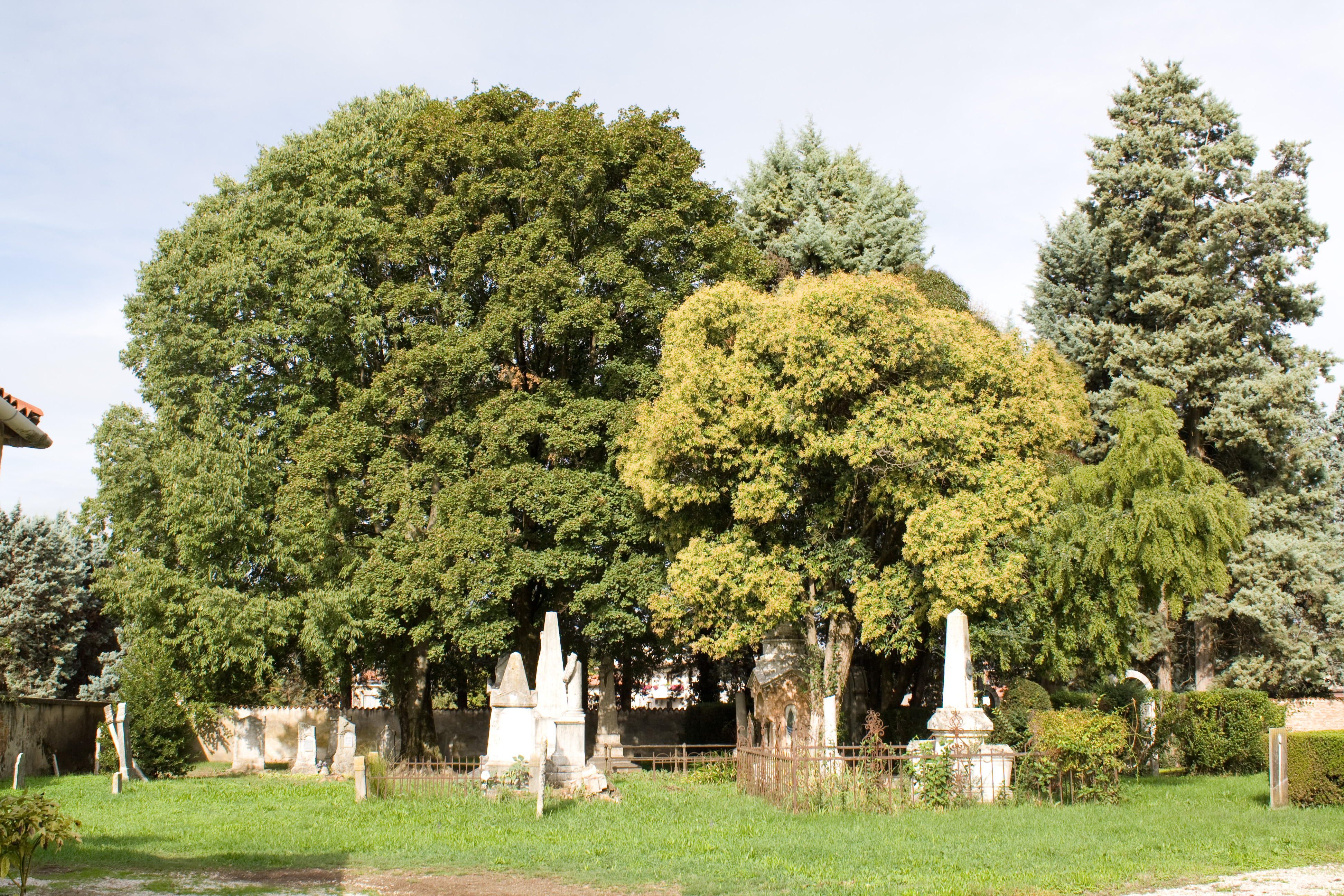
Cimitero acattolico. L'interno

Sull'area presso il fiume Astichello in cui ora sorge il cimitero acattolico, durante il Medioevo era situata l'abbazia di san Vito gestita dai benedettini, nel XII secolo essa fu ceduta ai canonici della cattedrale, nel 1204 divenne sede dello Studio Generale (o Università di Vicenza), ma dopo pochi anni gli universitari se ne andarono e l'abbazia passò ai camaldolesi. Fu demolita nel Cinquecento e i frati si spostarono nel vicino convento di Santa Lucia.
In seguito al decreto italico del 1806  - che aveva vietato la tumulazione nei sagrati o dentro le chiese e aveva imposto di adibire allo scopo un luogo comune e aperto con l'osservanza di determinate prescrizioni - su quest'area fu costruito un cimitero, che avrebbe dovuto servire la città insieme con l'altro costruito poco fuori porta Castello. Quest'ultimo però si dimostrò inadatto dal punto di vista igienico-sanitario, cosicché nel 1817 il Comune decise la costruzione del nuovo cimitero maggiore, i cui lavori nel 1820 erano progrediti a tal punto che vi iniziarono le inumazioni e non fu più usato il cimitero di Santa Lucia.
Se ne avvertì di nuovo la necessità alla fine degli anni venti dell'Ottocento, perché l'autorità militare austriaca - a quel tempo Vicenza faceva parte del Regno Lombardo-Veneto - insisteva per tumulare nel nuovo Cimitero anche i soldati, che fino a quel momento venivano sepolti in Campo Marzo. La Congregazione Municipale scelse invece di destinare a questo scopo il cimitero di Santa Lucia, da qualche anno in disuso. Così tra il 1830 e il 1833 esso venne riadattato su progetto dell'architetto Bartolomeo Malacarne e destinato ad accogliere le salme dei militari e, diviso da un muro in due settori distinti, degli ebrei, dei non cattolici e dei bambini morti senza battesimo.
Nel 1879-1880, ormai sotto il Regno d'Italia, il muro venne abbattuto e l'unico recinto restò diviso in due parti, l'una per gli ebrei e l'altra per gli acattolici, separate solo da piante. I militari italiani vennero invece tumulati nel Cimitero Maggiore. Durante le due guerre mondiali tuttavia tornarono ad esservi sepolte salme di militari stranieri, specialmente tedeschi.
L'ultima sepoltura risale al 1956. Il cimitero è tuttora aperto al pubblico come spazio verde.

## Descrizione
L'ingresso e il recinto, opera del Malacarne, con il loro bugnato rustico di mattoni ricordano quelli del cimitero monumentale, a quel tempo in costruzione.
Risalgono al 1879-1880 la ristrutturazione del portale e la costruzione di due piccoli edifici destinati rispettivamente al custode e alla camera mortuaria, così come la denominazione di cimitero degli Ebrei e degli acattolici.